# Madroñal (kommunhuvudort)
Madroñal är en kommunhuvudort i Spanien.   Den ligger i provinsen Provincia de Salamanca och regionen Kastilien och Leon, i den centrala delen av landet, 200 km väster om huvudstaden Madrid. Madroñal ligger 679 meter över havet och antalet invånare är 160.
Terrängen runt Madroñal är huvudsakligen kuperad, men västerut är den bergig. Runt Madroñal är det glesbefolkat, med 11 invånare per kvadratkilometer. Närmaste större samhälle är Sotoserrano, 4,1 km sydost om Madroñal. Omgivningarna runt Madroñal är huvudsakligen savann.